# Giorgio Oveglia
Giorgio Oveglia (Trieste, 28 maggio 1963) è un allenatore di pallamano, ex pallamanista e dirigente sportivo italiano, direttore sportivo della Pallamano Trieste.

## Palmarès

### Giocatore

#### Club
- Campionato italiano di pallamano maschile: 13
1980-81, 1981-82, 1982-83, 1984-85, 1985-86, 1989-90, 1992-93, 1993-94, 1994-95, 1995-96, 1996-97, 1999-00, 2000-01

- Coppa Italia (pallamano maschile): 5
1986-87, 1992-93, 1994-95, 1998-99, 2000-01

### Allenatore

#### Club
- Campionato italiano di pallamano maschile: 1
2001-02

- Coppa Italia (pallamano maschile): 1
2001-02

- Campionato italiano di pallamano maschile U21: 2

- Campionato italiano di pallamano maschile U19: 2

- Campionato italiano di pallamano maschile U17: 2